# I. Odó orléans-i gróf
I. Odó orléans-i gróf (? - 834. május 25.)
az Udalriching-dinasztia sarja volt.

## Életpályája
Apja Adrián orléans-i gróf volt. 825-ben nőül vette Fézensac-i Engeltrude párizsi grófnőt.
Két gyermekük született, Ermentrude, aki II. Károly nyugati frank király hitvese lett 842-ben. Tíz gyermekük született, Judit, Lajos, Károly, Lothar, Carloman, Rotrud, Ermentrud, Hildegard, Gizella és Godehilde. Odónak és Engeltrude-nak egy fia is született, Vilmos, akit 866-ban saját sógora végeztetett ki.
810-ben Odó császári küldöttként tevékenykedett a keleti szászok ellenében, miután bevette Wilzi várát. 811-ben békeszerződést írt alá a vikingekkel. 830 áprilisában Odó és kuzinja, Heribert száműzötté vált I. Lothár római császár által, s Orléans területét is elkobozták tőle. 834. május 25-én hunyt el, miközben azért háborúzott I. Lampert nantes-i gróffal, hogy visszakapja elkobozott földjeit. A csata során elesett Odó három fivére is, Vilmos (Blois grófja), Guy és Theodo, a tours-i Szent Márton püspökség apátja is.